# 索罗大厦

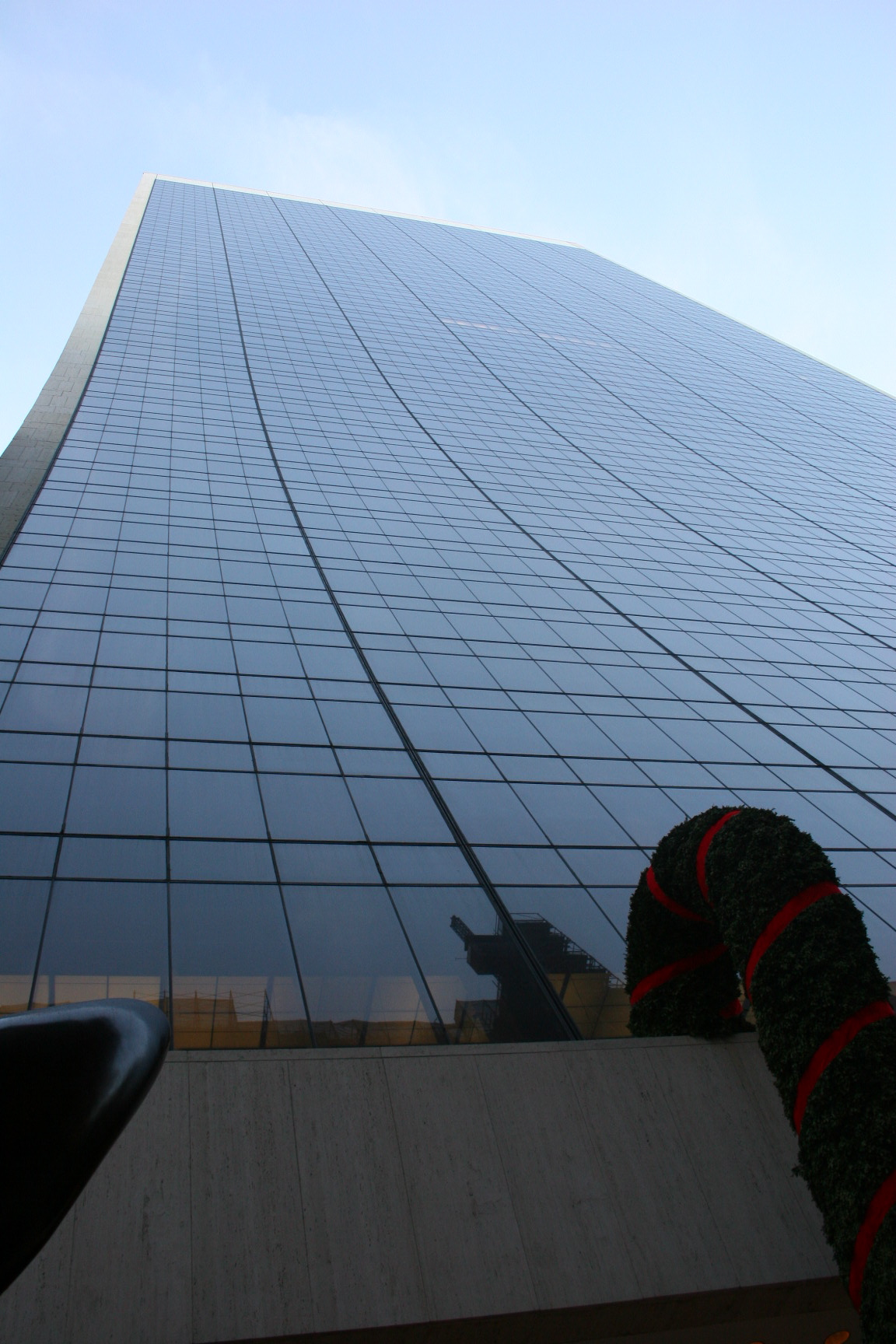
索罗大厦

索罗大厦（Solow Building），位于纽约市曼哈顿中城西57街9号,是一栋由SOM建筑设计事务所戈登·本沙福特设计建造的大楼。该大楼建于1974年，位于第五大道西侧，介于57街、58街之间，俯瞰广场酒店和中央公园。大楼共50层，高689英尺（210米）。 
索洛大楼的南北立面从地面向上弯曲到第18层，然后大楼竖直向上到顶层第50层。

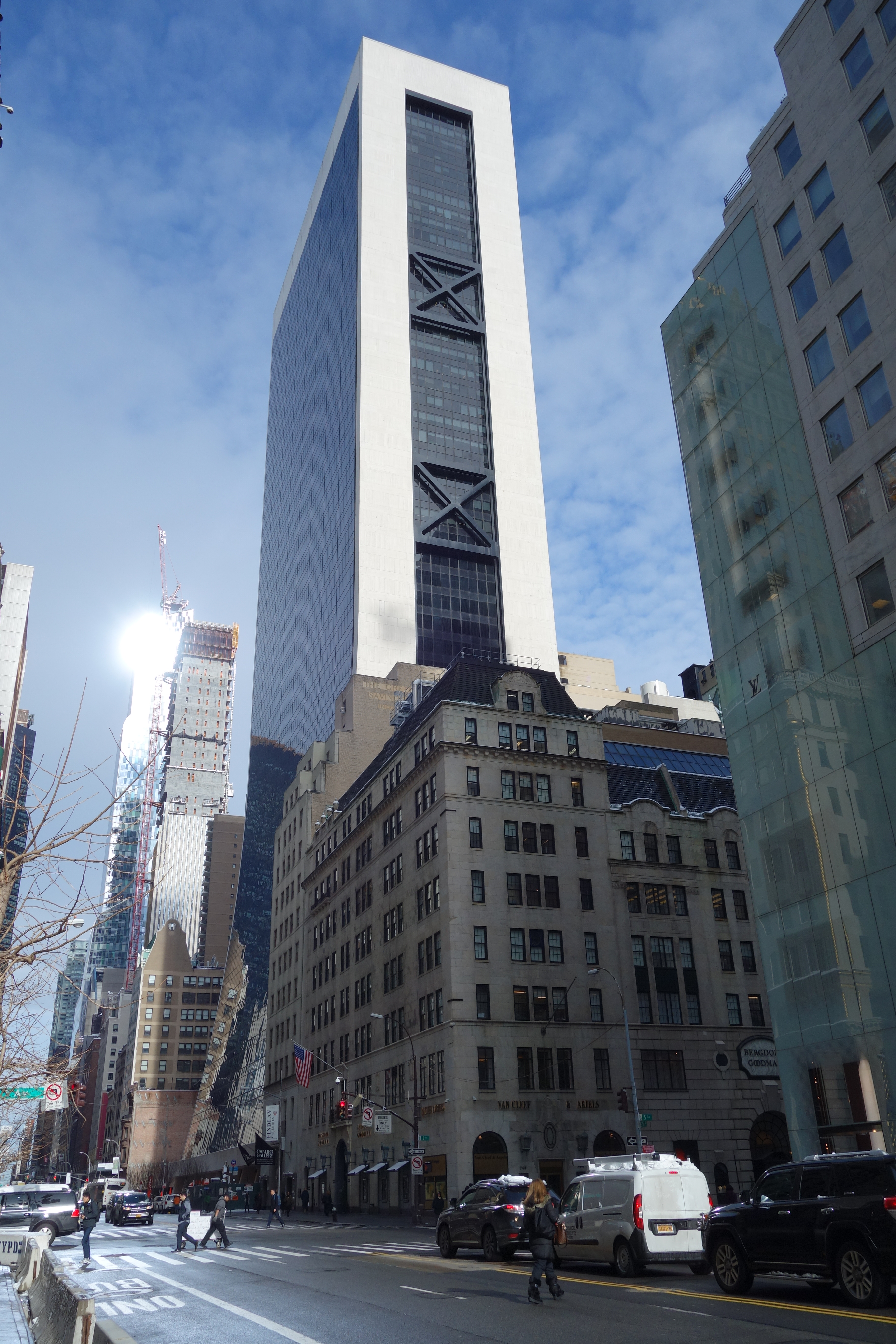
索罗大厦

主要租户为律师事务所和对冲基金，包括有：阿波罗全球管理、老虎全球管理等。